# Gianfrancesco Lazotti
Gianfrancesco Lazotti (Roma, 2 marzo 1957) è un regista e sceneggiatore italiano.

## Filmografia

### Regista

#### Cinema
- Saremo felici (1989)
- Roma Roma Roma! (1990)
- Corsica (1991)
- Tutti gli anni una volta l'anno (1994)
- Dalla vita in poi (2010)
- OstHELLO - Per entrare basta un sogno – cortometraggio  (2011)
- La notte è piccola per noi (2016)
- Muse e Dei – documentario (2018)

#### Televisione
- Piazza Navona – serie TV, 1 episodio (1988)
- Andy & Norman – serie TV, 10 episodi (1991)
- Chiara e gli altri – serie TV, 13 episodi (1991)
- Senator – miniserie TV, 3 episodi (1992)
- I ragazzi del muretto – serie TV, 11 episodi (1996)
- Linda e il brigadiere – serie TV (1997)
- I misteri di Cascina Vianello – serie TV (1997)
- Le ragazze di piazza di Spagna – serie TV (1998)
- Valeria medico legale – serie TV (2000)
- Angelo il custode – serie TV (2001)
- Diritto di difesa – serie TV, 27 episodi (2004)
- Finalmente a casa – film TV (2008)

### Sceneggiatore
- Corsica (1991)
- Tutti gli anni una volta l'anno (1994)
- Dalla vita in poi (2010)
- OstHELLO - Per entrare basta un sogno – cortometraggio (2011)

### Produttore
- Svegliati, regia di Duccio Giordano – cortometraggio (2012)

### Giurato
- Ariano International Film Festival

## Riconoscimenti
- Nastro d'argento
  - 1990 - Candidatura a miglior regista esordiente per Saremo felici